# 驂馬
驂馬（さんば）は、大日本帝国陸軍の砲兵、輜重兵の輓馬で、馭者が騎乗しないウマである。

## 概要
砲兵、輜重兵の輓馬は、服馬と驂馬とで1駢(ヘイ)とされたが、輓量によっては駢馬を前後に連繋することがあった。
驂馬は服馬の右側に駢馬されたが、ただし驂馬に御者は乗せず、服馬の御者によって御された。
つまり驂馬の鞍は、たんに輓具を吊り下げ、属品を縛着すればよいもので、乗鞍よりもきわめて簡単なものであった。
驂馬の勒もまた同様で、その韁は驂馬韁と牽韁とから成り、驂馬韁は馬体の右側で驂馬の勒に固定され、牽韁は隣の服馬に騎乗した馭者の右拳で操作される(重砲兵馭法教育参考、術としての馭術教育)。